# Landschaftsschutzgebiet Salzburg-Süd

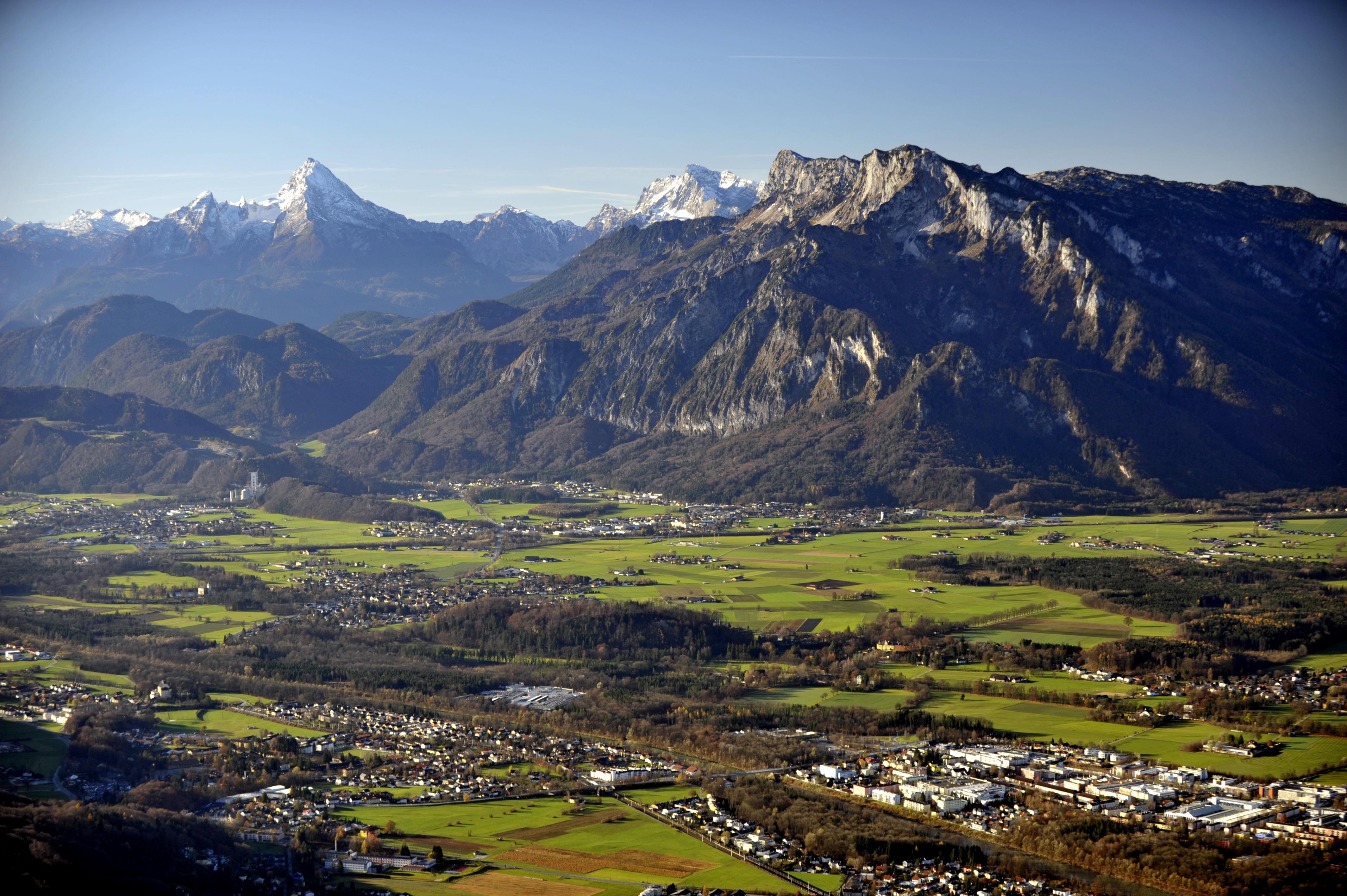
Landschaftsschutzgebiet Salzburg-Süd (im Bildmittelgrund); rechts vorn: Alpensiedlung

Das Landschaftsschutzgebiet Salzburg-Süd ist ein knapp 12 km² großes geschütztes Areal im Süden der Stadt Salzburg und Teilen von umliegenden Gemeinden. In dem seit 1981 bestehenden Schutzgebiet befinden sich etliche Geschützte Landschaftsteile und Naturdenkmäler. Bekanntestes Bauwerk ist das Schloss Hellbrunn mit seinen umliegenden Parks und Gärten.

## Geschichte und Zweck

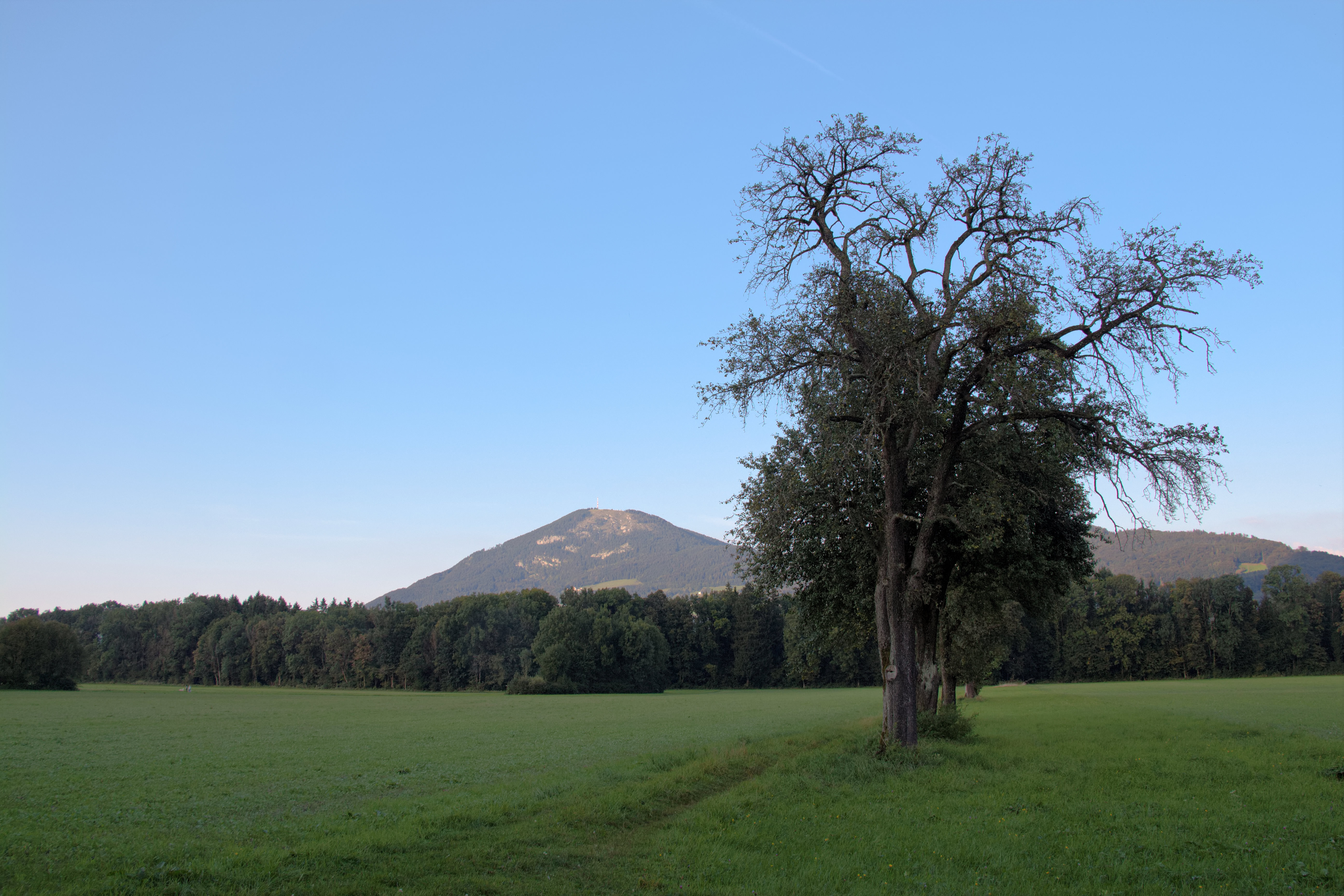
Wiese an einem Septemberabend im Stadtteil Morzg östlich der Hellbrunner Allee

Zur Sicherung des besonders hohen Wertes der einzigartigen Landschaft im Süden der Stadt Salzburg wurde 1967 der Grünraum von Schloss Hellbrunn zwischen dem Fürstenweg, der Salzach und der Anifer Landesstraße unter Einschluss eines 100 m breiten Streifens beiderseits der Hellbrunner Allee bis zum Schloss Freisaal zum Landschaftsschutzgebiet erklärt und bekam den Namen Landschaftsschutzgebiet Hellbrunn. Nach Erweiterungen dieses Schutzgebiets 1975 wurde es in Salzburg-Süd umbenannt. Die nunmehrige Rechtslage beruht auf einen Bescheid vom 1. Dezember 1981.
Schutzzweck des Landschaftsschutzgebietes ist heute „die Erhaltung der besonderen landschaftlichen Schönheit des Grünraumes im Süden der Stadt Salzburg, der kleinräumig strukturierten Wiesen- und Waldlandschaft mit ihren Schlössern (Schloss Hellbrunn als Mittelpunkt) den alten Parks und den davon ausgehenden alten Alleen und Baumreihen“ sowie „die Erhaltung des besonders hohen Erholungswertes der auf Grund ihrer verschiedenen Landschaftselemente und kulturhistorischen Bedeutung einzigartigen Kulturlandschaft“.

## Lage und Bestand

Geschützte Landschaftsteile und Naturdenkmäler
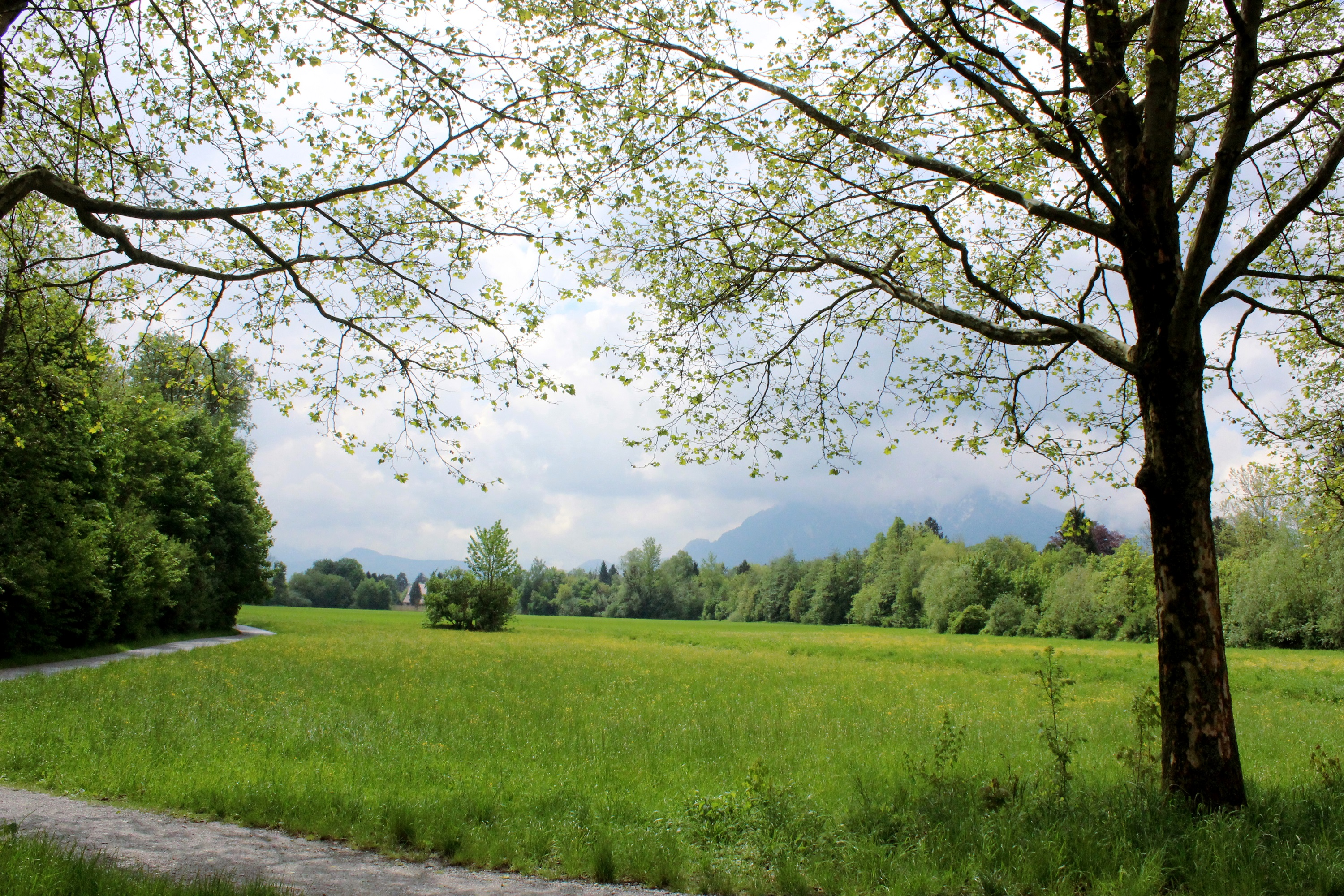
Freisaal und Hellbrunner Allee
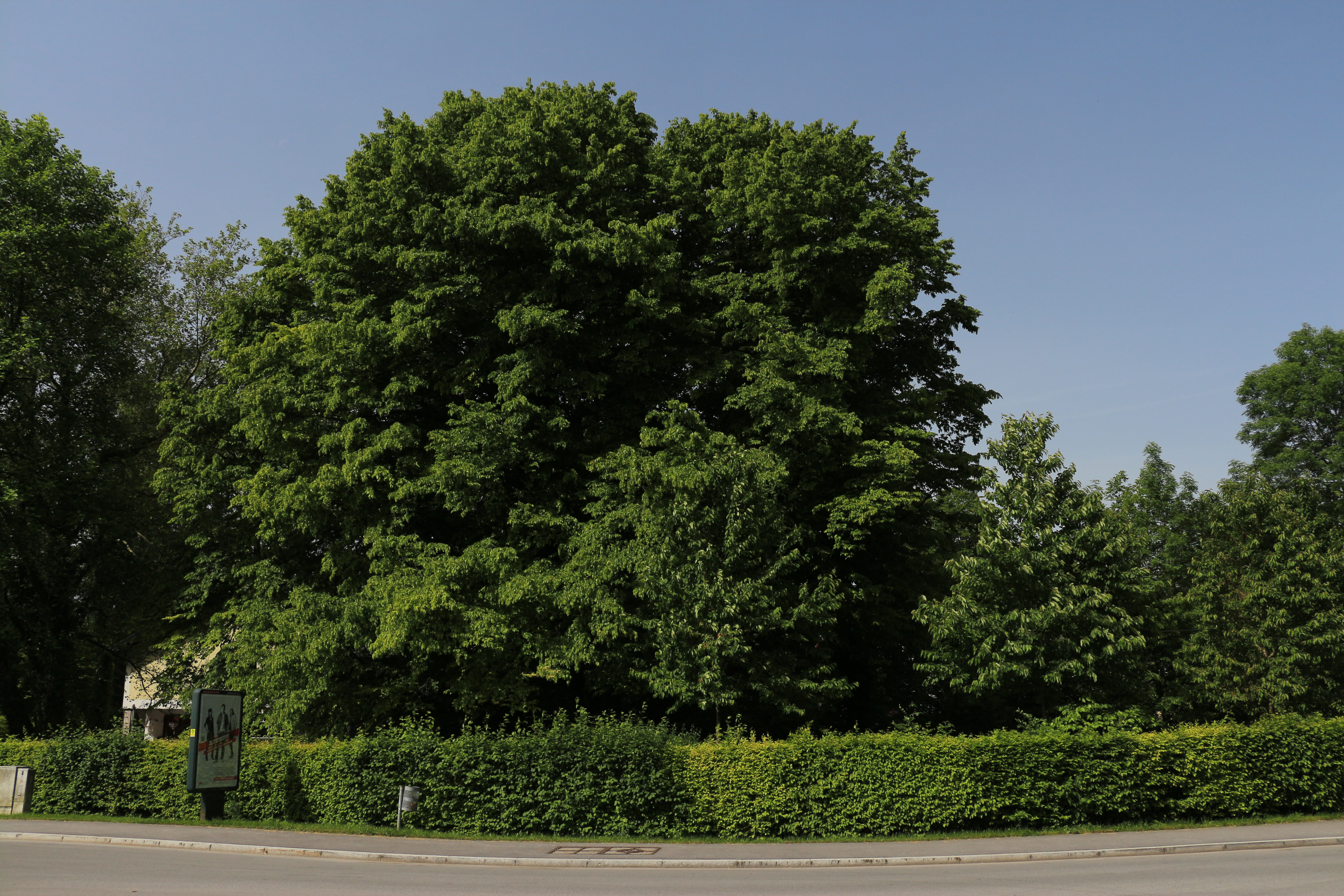
Hainbuche am Freisaalweg
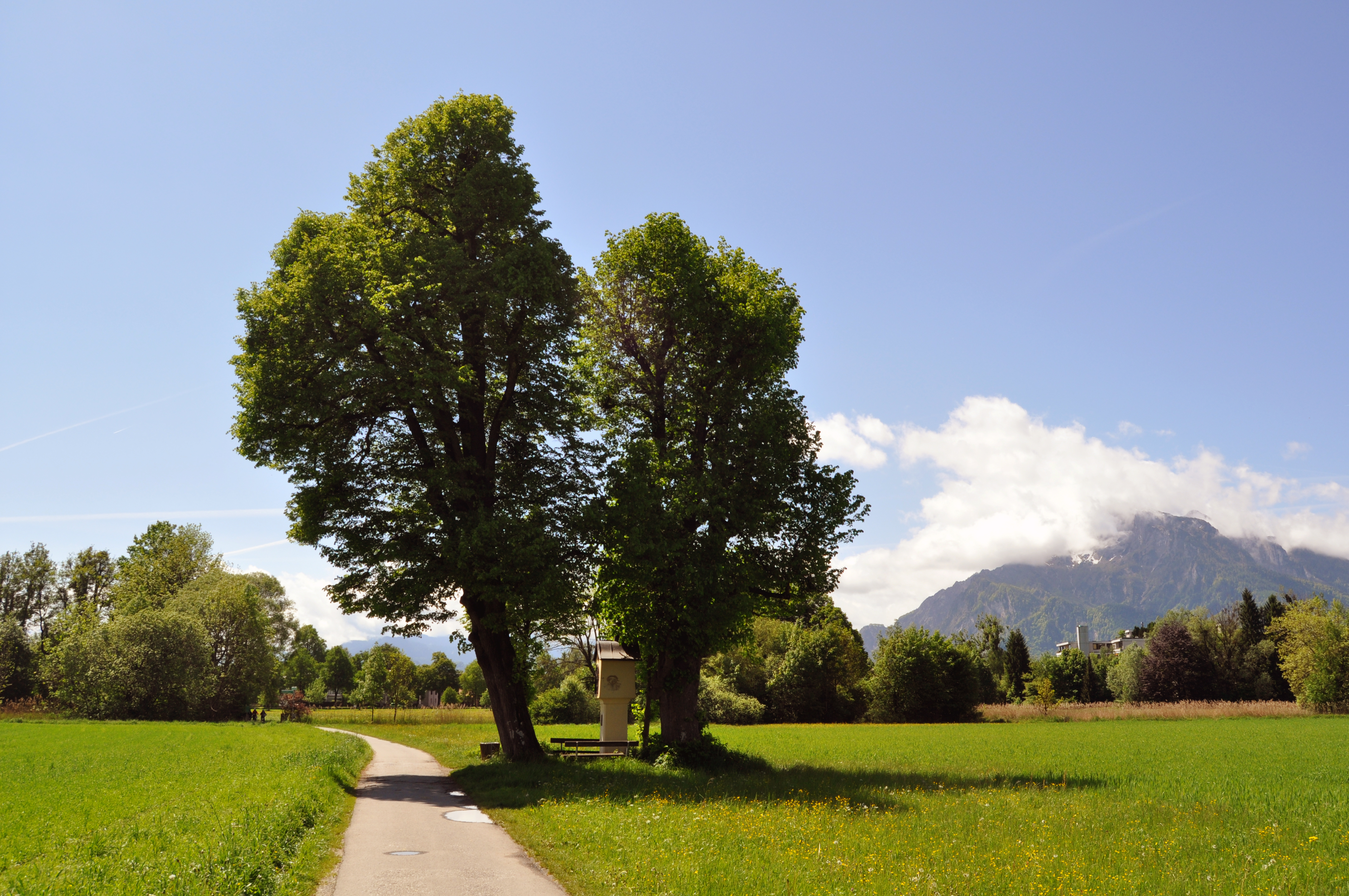
Linden in Freisaal
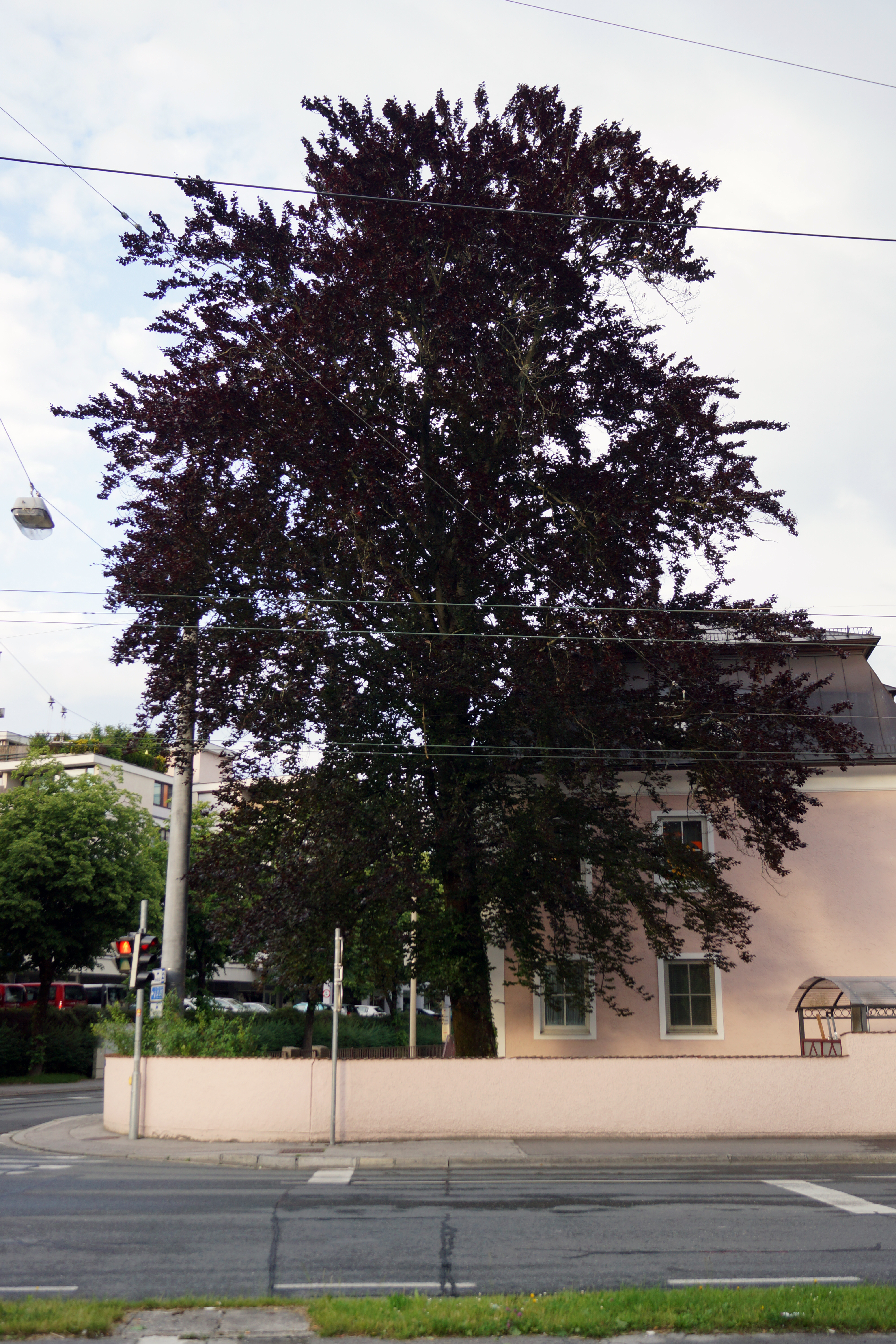
Rotbuche an der Hofhaymerallee
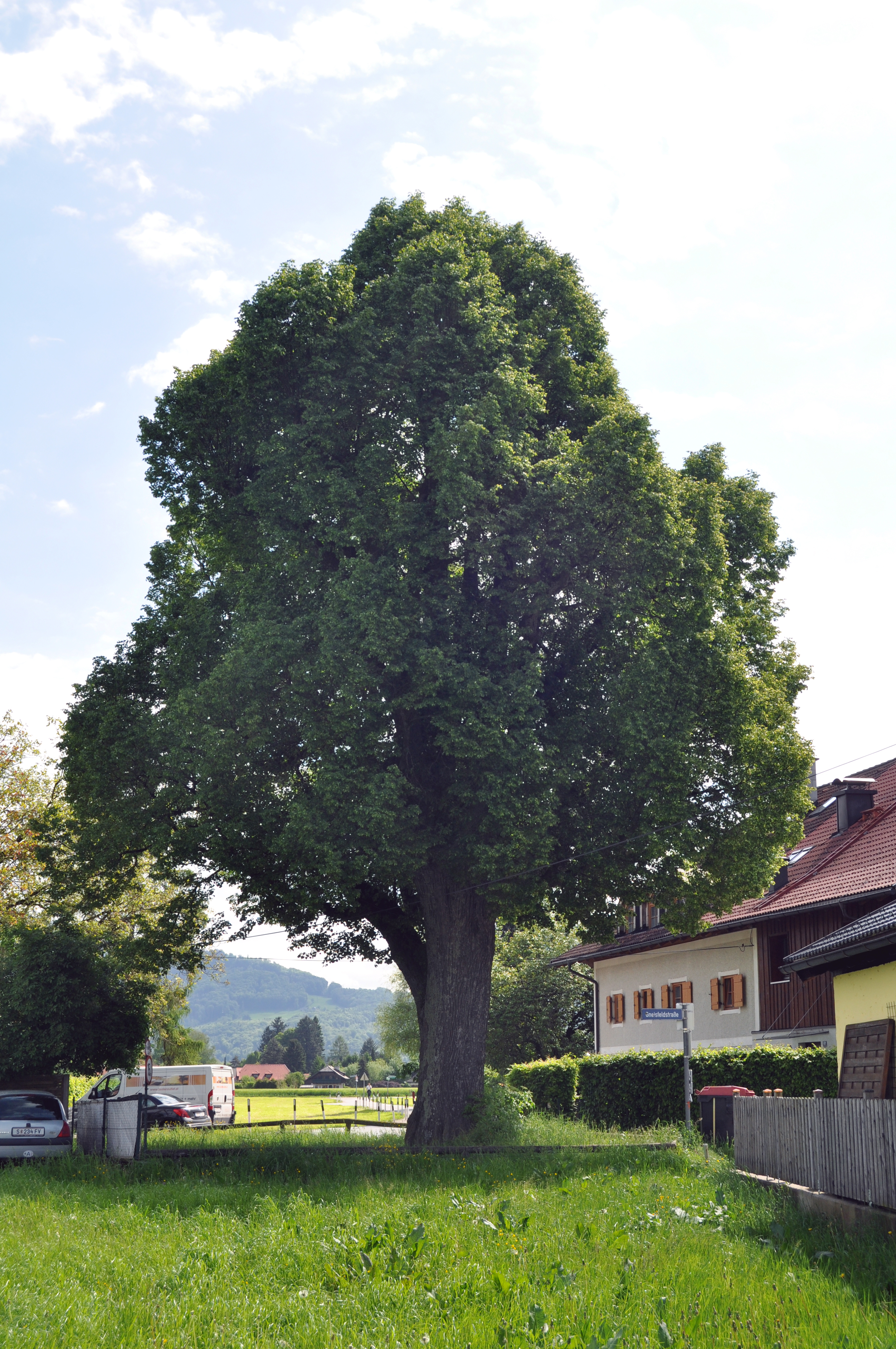
Oberdossen-Linde in Gneisfeld
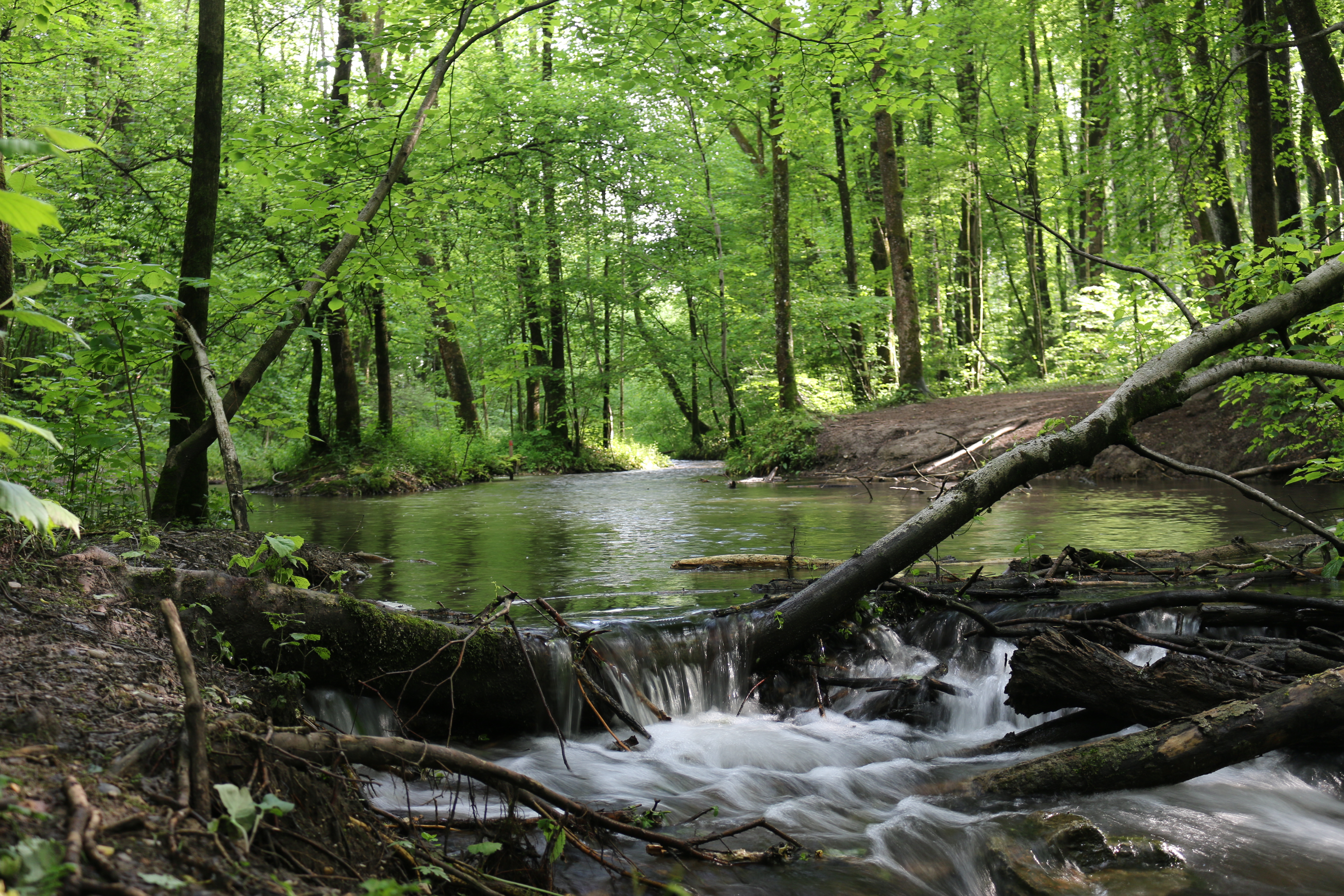
Anifer Alterbach
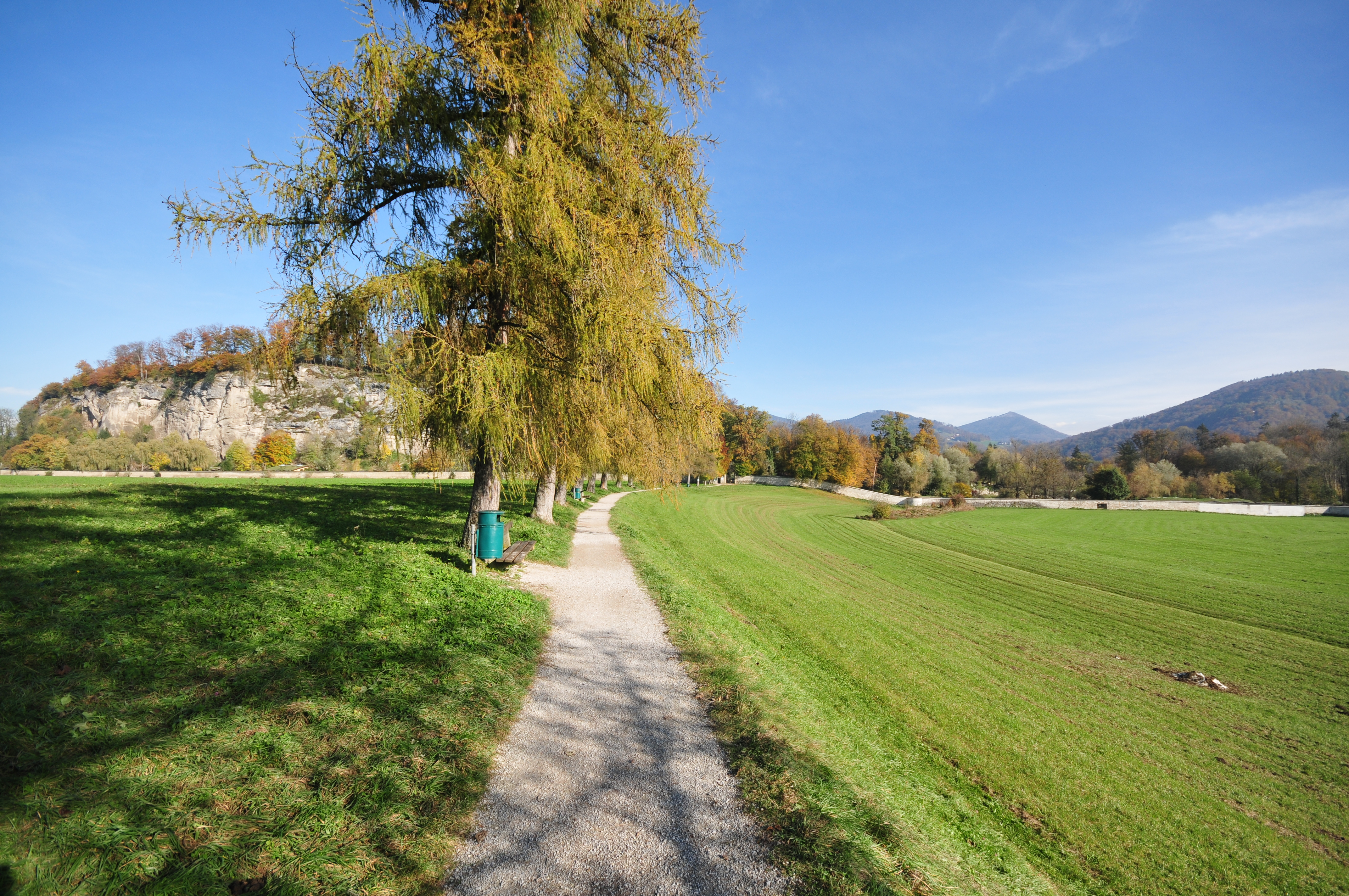
Geschützter Landschaftsraum in Anif
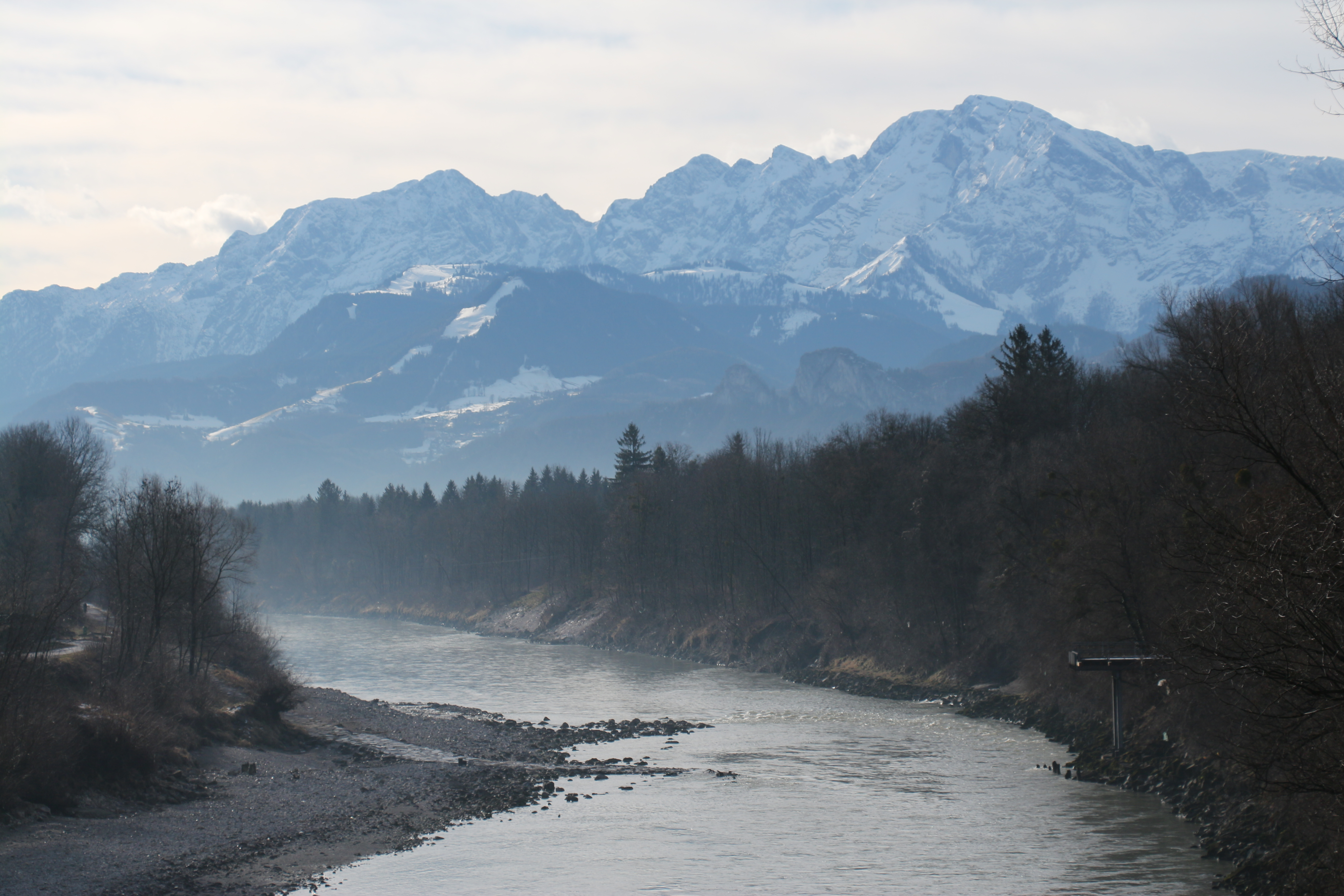
Salzach auf Höhe Elsbethen und Hellbrunn

Das in der Moränenlandschaft des Salzburger Beckens befindliche Landschaftsschutzgebiet Salzburg-Süd hat ein Ausmaß von 11,47 km² und liegt in der Salzburger Katastralgemeinde Morzg mit Anteilen an den Stadtteilen Salzburg-Süd (Herrnau) sowie Morzg und zum kleineren Teil Gneis. Das Areal des Landschaftsschutzgebiets erstreckt sich danach südlich auf weite Teile der Gemeinde Anif und zu geringen Teilen auf Grödig, Elsbethen und Puch bei Hallein. Das Landschaftsschutzgebiet grenzt im Westen über eine kurze Strecke an das Landschaftsschutzgebiet Leopoldskroner Moos, im Süden an die Königsseeache und im äußersten Südosten an das Landschaftsschutzgebiet Urstein.
Innerhalb des übergreifenden Schutzgebiets Salzburg-Süd liegen vier geschützte Landschaftsteile (von Nord nach Süd):
- Freisaal (Stadtteil Nonntal)
- Hellbrunner Allee (Stadtteil Morzg)
- Eichenreihe im Schlosspark Hellbrunn (Landschaftsraum Hellbrunn)
- Anifer Alterbach (Landschaftsraum Hellbrunn)

Als Naturdenkmäler befinden sich im Landschaftsschutzgebiet Salzburg-Süd folgende Objekte (von Nord nach Süd):
- Hainbuche am Freisaalweg (Nonntal)
- Linden in Freisaal (Nonntal)
- Rotbuche an der Hofhaymerallee (Morzg)
- Eiche an der Buchholzhof-Straße (Morzg)
- Oberdossenlinde in Gneisfeld (Morzg, als Naturdenkmal aufgelassen)
- Fichte bei der Hellbrunner Allee (Morzg)
- Lindengruppe am Montforterhof (Morzg)
- Stephan-Ludwig-Roth-Eiche (Morzg)

Zum Landschaftsschutzgebiet zählt auch ein kleines Waldstück in der Gemeinde Grödig sowie das am rechten Ufer der Salzach liegende Auwaldgebiet in den Gemeinden Elsbethen und Puch bei Hallein.
Das geschützte Areal beinhaltet verschiedenste Landschaftselemente wie Äcker, Wiesen, Wälder, stehende und fließende Gewässer sowie mit dem Schloss Hellbrunn und seinen Gärten ein kulturelles Zentrum.
Charakteristisch für die Pflanzenwelt des Gebiets sind verschiedene Laubbäume (Eiche, Linde, Buche, Pappel, Ahorn, aber auch Kirsche, Vogelbeere) sowie – neben anderen Blumen und Kräutern – Seidelbast, Weiße Segge und Leberblümchen. Als typische Vertreter aus dem Tierreich sind im Landschaftsschutzgebiet Eichhörnchen, Igel, Zauneidechse und verschiedene Singvögel anzutreffen.